# Fabian Kauter
Fabian Kauter (n. 22 septembrie 1985, Berna, Berna, Elveția) este un scrimer elvețian specializat pe spadă, laureat cu bronz mondial la individual și pe echipe și cvadruplu campion european pe echipe în 2004, 2012, 2013 și 2014.

## Viață personală
Primul sport pe care l-a practicat a fost fotbalul la BSC Young Boys, apoi după câteva accidentări s-a apucat de scrimă la vârsta de 11 ani. Mulți membri ai familiei sale au fost și ei scrimeri de performanță: tatăl său Christian Kauter a fost laureat cu argint pe echipe la Jocurile Olimpice de vară din 1972 și cu bronz pe echipe la cei din 1976; mama sa este sora lui Daniel Giger, colegul de lot lui Christian la ambele Olimpiade. Fratele său mai mare Michael Kauter a participat la Olimpiada din 2008.
Are și o carieră musicală sub numele de scenă YuRi. Este membru al grupului de rap „6er Gascho”. În anul 2009 și-a a lansat primul album solo, Summer in Sibirie, apoi în 2012 Kopf über Wasser. În anul 2012 a co-fondat site-ul de crowdfunding „I Believe in You”, specializat în proiecte sportive în Elveția.

## Carieră
După o carieră modestă la juniori a cucerit prima sa medalie importantă, aurul pe echipe, la Campionatul European din 2004. A câștigat medalia de bronz la individual la Campionatul European din 2007 de la Gent, apoi argintul pe echipe, doi ani mai târziu, la Plovdiv 2009. În sezonul 2010-2011 a urcat pentru prima dată la o etapă de Cupa Mondială cu bronzul la Grand Prix-ul de la Doha, apoi a câștigat Challenge-ul Bernadotte de la Stockholm, pe care o descrie ca cea mai bună amintire din cariera sa. În același an a fost laureat cu bronz la Campionatul Mondial de la Catania, fiind învins în semifinală de italianul Paolo Pizzo.
A fost cap de serie nr.2 la proba de spadă masculin la Jocurile Olimpice din 2012, dar a pierdut în tabloul de 16 cu francezul Yannick Borel, scorul fiind 11-15.

## Palmares
Clasamentul la Cupa Mondială
| An  | 2003 | 2004 | 2005 | 2006 | 2007 | 2008 | 2009 | 2010 | 2011 | 2012 | 2013 | 2014 | 2015 |
| --- | ---- | ---- | ---- | ---- | ---- | ---- | ---- | ---- | ---- | ---- | ---- | ---- | ---- |
| Loc | 156  | 146  | 54   | 39   | 35   | 32   | 29   | 31   | 4    | 4    | 5    | 9    | 17   |

## Legături externe
- en  Prezentare Arhivat în 24 septembrie 2015, la Wayback Machine. la Confederația Europeană de Scrimă
- en Fabian Kauter la Olympedia.org